# Bibio
Bibio, pseudonimo di Stephen Wilkinson (1978), è un musicista e produttore discografico inglese.

## Biografia
Originario della regione del West Midlands, pubblica il suo album di debutto fi nel febbraio 2005. Il disco è stato registrato in Inghilterra ma è stato pubblicato dalla label indipendente statunitense Mush Records. Appena un anno dopo (marzo 2006) pubblica il successivo album, Hand Cranked.
Sempre per la Mush, nel febbraio 2009 pubblica Vignetting the Compost.
Il quarto album viene pubblicato dalla Warp Records. Si tratta di Ambivalence Avenue (giugno 2009), che viene notevolmente apprezzato dalla critica.
Sempre nel 2009 pubblica un altro album: The Apple and the Tooth, che consiste in una raccolta di remix e nuove tracce.
Nel marzo 2011 (aprile negli Stati Uniti), anticipato da un video di sample diffuso nel precedente gennaio, pubblica il suo sesto album, Mind Bokeh ("bokeh" è un termine utilizzato in fotografia).
Nel maggio 2013 è la volta di Silver Wilkinson.

## Discografia

### Album studio
- 2005 - fi (Mush)
- 2006 - Hand Cranked (Mush)
- 2009 - Vignetting the Compost (Mush)
- 2009 - Ambivalence Avenue (Warp)
- 2009 - The Apple and the Tooth (Warp)
- 2011 - Mind Bokeh (Warp)
- 2013 - Silver Wilkinson (Warp)
- 2016 - A Mineral Love (Warp)
- 2017 - Phantom Brickworks (Warp)
- 2019 - Ribbons (Warp)
- 2022 - BIB10 (Warp)

### EP
- 2009 - Ovals and Emeralds (Mush)
- 2009 - The Apple and the Tooth
- 2011 - T.O.Y.S.
- 2014 - The Green E.P.
- 2016 - The Serious E.P.
- 2017 - Beyond Serious
- 2018 - Zen Drums/Dada Drums
- 2019 - XAXRXP Session
- 2020 - Sleep on the Wing
- 2021 - Vidiconia
- 2023 - S.O.L. EP
- 2023 - Sunbursting EP